# Francesco Tonucci
Francesco Tonucci, né à Fano (Italie) en 1940, est un chercheur en psychologie et sociologie, et activiste italien. Sous son nom ou sous le pseudonyme de Frato, il a publié de nombreux livres sur l'enfance, qu'il a parfois illustrés lui-même. Il est le théoricien de la ville à hauteur d'enfant.
Il a fondé le réseau international « la ville des enfants », réunissant les collectivités œuvrant pour l'autonomie et l'inclusion des enfants dans la décision politique. Ce réseau réunit plus de 200 villes dans 16 pays. En France, Montpellier est la première ville à rejoindre ce réseau.

## Biographie
Chercheur à l'Institut de psychologie du Conseil national de la recherche de Rome depuis 1966, ses travaux portent essentiellement sur le développement cognitif, la pensée et le comportement des enfants.
Sous le pseudonyme de Frato (fusion des premières syllabes de ses prénom et nom), il publie depuis 1968 des dessins satiriques sur des questions d'éducation. Ils ont été traduits en castillan, catalan, galicien, français et portugais.
En 1991, il crée le projet La città dei bambini (La ville des enfants) à Fano, sa ville natale. Le projet a connu un grand succès et s'est étendu à différentes parties du monde, notamment en Amérique du Sud. On recense en 2020 plus de 200 villes participantes.
En 1997, il est missionné par le Premier ministre italien Romano Prodi, le rôle de président du Comité pour l'application du code d'autorégulation des relations entre la télévision et les mineurs. Le Code a été élaboré et approuvé par toutes les chaînes de télévision publiques et privées en octobre 1997.

## La ville à hauteur d'enfant
Issue d'une expérimentation menée dans sa ville d'origine, Fano, et explicitée dans son ouvrage "La Ville des enfants, pour une [r]évolution urbaine", la ville des enfants consiste à réimaginer l'ensemble des politiques publiques de la ville à l'aune de l'intérêt de l'enfant. Tonucci considère qu'une ville conçue pour le citoyen le plus vulnérable, l'enfant, est ainsi adaptée à tous les citoyens. L'objectif de la ville à hauteur d'enfant doit dès lors être de « restituer aux enfants de la ville la possibilité de sortir de chez eux tout seuls pour vivre avec leurs amis l’expérience fondamentale de l’exploration, de l’aventure et du jeu ».
La ville à hauteur d'enfant, telle que l'imagine Tonucci, est une ville pensée pour les enfants et par les enfants, en les intégrant dans le processus de prise de décision. Cette intégration se fait par des démarches de participation citoyenne incluant les enfants, tels que des conseils municipaux des enfants. Le développement de leur autonomie et leur pouvoir d'agir permet de considérer les enfants comme des citoyens en devenir et à part entière de la Cité.

### L'expérience de Fano
En 1991, à la suite d'une semaine consacrée à l'enfance organisée par la Ville de Fano où il intervient comme conseiller, Francesco Tonucci propose de fonder un Laboratoire et un Conseil municipal des enfants, et de faire de ceux-ci un "projet permanent de transformation de la ville". De cette expérience, il tire en 1996 un ouvrage qui se veut une « aide aux municipalités intéressées pour réaliser un tel projet ».

## Distinctions
- En 2019, il reçoit le prix Prix Joaquín Ruiz-Giménez de l'UNICEF Espagne pour "sa vie exemplaire et son dévouement pour le droit des enfants".

## Œuvres notables
- Tonucci, F. 1996. La città dei bambini. Un modo nuovo di pensare la città, Bari : Laterza
- La solitude de l'enfant / Francesco Tonucci ; [trad. de la version espagnole par Giovanni Tonucci] / Paris : Presses universitaires de France , 1996
- La ville des enfants : pour une (r)évolution urbaine / Francesco Tonucci ; traduit de l'italien par Caroline Michel ; préface de Thierry Paquot / Marseille : Parenthèses , DL 2019